# Viktor Sokolov
Viktor Nikolajevič Sokolov (rusky Виктор Николаевич Соколов; * 4. dubna 1962, Bendery, Moldavská sovětská socialistická republika) je důstojník ruského námořnictva. Má hodnost admirála a od roku 2022 je nejvyšším velitelem Černomořského loďstva.
V roce 2016 měl Sokolov jako zástupce velitele na starosti oddíl Severního loďstva vyslaný k účasti na operacích u pobřeží Sýrie během tamní ruské intervence. Funkci zastával do ledna 2020. V srpnu 2022 bylo během ruské invaze na Ukrajinu v roce 2022 oznámeno, že převzal velení Černomořské floty.
Zástupci Ukrajiny uvedli, že Sokolov byl zabit 22. září 2023. Stalo se tak údajně poté, co velitelství Černomořské floty v Sevastopolu na Krymu zasáhly řízené střely Storm Shadow vypálené Ukrajinou. Rusko jeho smrt nepotvrdilo.
V únoru 2024 byl odvolán z vedení Černomořské flotily. V březnu 2024 na něj Mezinárodní trestní soud vydal zatykač.